# Raoul Trujillo

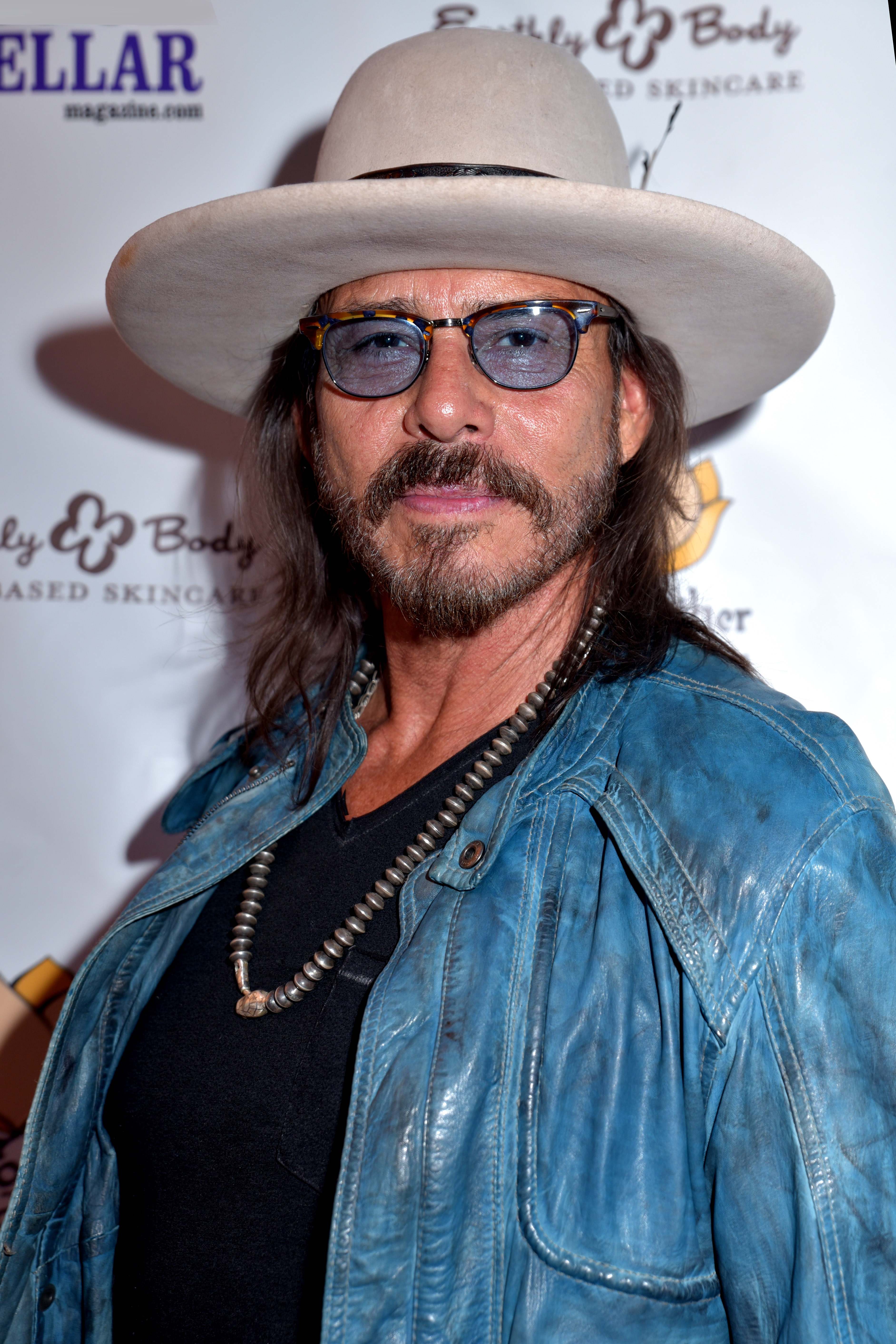
Raoul Trujillo (2019)

Raoul Maximiano „Max“ Trujillo (* 8. Mai 1955 in Santa Fe, New Mexico) ist ein US-amerikanischer, indigener Schauspieler, Tänzer und Choreograf.

## Leben
Trujillo stammt aus New Mexico und gehört zur Ethnie der Genízaros, die aus der Vermischung vorwiegend versklavter Prärieindianer mit spanisch-/mexikanischen Siedlern vom 16. bis 19. Jahrhundert entstanden sind. Er selbst führt seine Wurzeln auf die Apachen, Ute, spanische Mauren und Juden sowie Franzosen zurück. Im Jahr 1977 war er erstmals im Theater im Stück Equus von Peter Shaffer zu sehen.
Als Tänzer trat er zwischen 1980 und 1986 als Solist und Lehrer im Nikolais Dance Theatre (Nikolais/Louis Dance Lab) in New York City auf und machte Tourneen auf fünf Kontinenten. Er arbeitete als Choreograf und Co-Regisseur in den ersten beiden Jahren des Bestehens im American Indian Dance Theatre, das 1987 gegründet wurde.
Im Jahr 1988 begann Trujillo seine Filmkarriere. Er war Gastgeber der Miniserie Dancing (1993), die zweimal für einen Emmy nominiert wurde. Es folgte der Action-Fantasyfilm Highlander III – Die Legende (1994) mit Christopher Lambert. Nebenrollen als Indianer hatte er im Filmdrama Black Robe – Am Fluß der Irokesen (1991) von Bruce Beresford, das die Missionierung der Indianer Nordamerikas behandelt, und im dramatischen Abenteuerfilm Das Geheimnis des blauen Schmetterlings (2004) von Léa Pool mit William Hurt in der Hauptrolle, der für einen kranken Jungen einen seltenen Schmetterling im tropischen Regenwald sucht. In der dramatischen Fernsehserie Nikita mit Peta Wilson und Roy Dupuis spielte Trujillo 1999 in der ersten Folge der dritten Staffel in einer Gastrolle den Agenten Chris Ferreira. Eine Nebenrolle hatte er im Film The New World (2005), der einmal für den Oscar nominiert wurde und in dem Colin Farrell und Christopher Plummer unter der Regie von Terrence Malick mitwirkten. 2006 war Trujillo in Mel Gibsons Action-Drama Apocalypto zu sehen, in dem er den Maya-Jäger Zero Wolf verkörperte.

## Filmografie (Auswahl)
- 1990: Der Hitchhiker (The Hitchhiker) (Folge: Tough Guys Don’t Whine)
- 1991: Scanners II (Scanners II: The New Order)
- 1991: Black Robe – Am Fluß der Irokesen (Black Robe)
- 1991: Die Rache des Wolfes (Clearcut)
- 1992: Schatten des Wolfes (Agaguk)
- 1994: Highlander III – Die Legende (Highlander III – The Sorcerer)
- 1996: JAG – Im Auftrag der Ehre (JAG, Folge: Sightings)
- 1996: Renegade – Gnadenlose Jagd (Renegade, Folge: Hog Calls)
- 1996: Der Sentinel – Im Auge des Jägers (The Sentinel, Folge: Flight)
- 1999: Nikita (La Femme Nikita, Folge 3x01: Machtkampf in Sektion 1)
- 2003: Adventure Inc. – Jäger der vergessenen Schätze (Adventure Inc., Folge: Secret of the Sand)
- 2004: Das Geheimnis des blauen Schmetterlings (The Blue Butterfly)
- 2005: Into the West – In den Westen (Into the West, Miniserie)
- 2005: The New World
- 2006: Apocalypto
- 2007: Tin Man – Kampf um den Smaragd des Lichts (Tin Man, Miniserie)
- 2009: Doc West – Nobody ist zurück (Doc West)
- 2010: Triassic Attack (Fernsehfilm)
- 2011: Neverland – Reise in das Land der Abenteuer (Neverland, Fernsehfilm)
- 2011: Moby Dick (Fernsehserie)
- 2011: Cowboys & Aliens
- 2013: Riddick: Überleben ist seine Rache (Riddick)
- 2013: Republic of Doyle – Einsatz für zwei (Republic of Doyle, Fernsehserie, 1 Folge)
- 2014: The Wrong Mans – Falsche Zeit, falscher Ort (The Wrong Mans, Fernsehserie, 4 Folgen)
- 2015: Sicario
- 2016: Blood Father
- 2018: Sicario 2 (Sicario: Day of the Soldado)
- 2018–2022: Mayans M.C. (Fernsehserie, 40 Folgen)
- 2021: America: The Motion Picture (Stimme)
- 2023: Blue Beetle